# Miltochrista molliculana
Miltochrista molliculana är en fjärilsart som beskrevs av Walker 1863. Miltochrista molliculana ingår i släktet Miltochrista och familjen björnspinnare. Inga underarter finns listade i Catalogue of Life.